# リーム中産連
株式会社リーム中産連（リームちゅうさんれん）は、愛知県名古屋市に本拠地を置くコンサルティング会社である。1969年（昭和44年）の設立以来、国際化時代に対処するためのマネジメントサービスを提供している。入居している中産連ビル本館は、建築家の坂倉準三が設計を手掛けたものである。

## 主な事業内容
- 事業の国際化、経営管理、人材育成についての民間企業、団体、公共機関に対するアドバイザリーおよびコンサルティングサービス。下記のものを含む。
  - 国際化推進に必要な海外派遣人材の育成（公開セミナー、企業内セミナーを含む）
  - 合弁先・協力先企業幹部職員の教育・訓練
  - 合弁先・提携先企業に対するコンサルティング
- ODAによる国際協力事業への専門家派遣
- 上記テーマに関する途上国からの受入研修への講師派遣[2]

## 沿革
- 1969年（昭和44年）5月 - 株式会社国際経営管理研究所として設立[3]。
- 1986年（昭和61年）6月 - 株式会社リーム中産連に社名を変更。

## 関連する人物
リーム中産連に関連する主な人物を列挙する。中部産業連盟での役職との兼職、あるいは退職後にリーム中産連のポストに就任するなど、中部産業連盟にも関係のある人物が多い。
- 村岡嘉六 : 設立時の代表取締役会長であり、当時の中部産業連盟会長[3]。
- 相馬貞蔵 :設立時の代表取締役社長であり、当時の中部産業連盟専務理事[3]。後に中部産業連盟副会長。
- 高仲顕 :設立時の代表取締役専務であり、当時の中部産業連盟常務理事、研究所長[3]。後に中部産業連盟副会長。ガリオア・フルブライト中部同窓会の初代会長を務めた[4]。2004年度のThe Gilbreth Medal Award(ギルブレス賞[5])を授与された[6]。
- 竹内弘之 :2016年より最高顧問。東海工学教育協会の監事。他にも、2008年より2014年まで中部産業連盟副会長、2021年まで愛知ブランド[7]評価委員、交益財団法人 人工知能研究振興財団 評議員[8]等、各種団体の役員を歴任している。
- 村田識行 :2014年より代表取締役社長、2020年より代表取締役会長。1971年～2001年まで中部産業連盟に在籍。
- 福山穣 :2020年より代表取締役社長[9]。2020年まで中部産業連盟常勤理事。中部経済新聞に連載されているコラムの執筆陣の一人。[10]: